# Carl Otto Rothweiler
Carl Otto Rothweiler (* 1. Februar 1885 in Furtwangen; † 30. August 1972) war ein deutscher Manager.

## Werdegang
Rothweiler besuchte die Real- und Gewerbeschule in Furtwangen. 1905 trat er in Paris in die Westinghouse Electric Corporation ein und war später für das Unternehmen in Mailand, Wien und Stockholm tätig. Von 1911 bis 1931 war er Direktor der Westinghouse Glühlampenfabrik (ab 1920 Vertex Elektrowerk) in Atzgersdorf bei Wien, danach Direktor der Osram Società Riunite Osram Edison-Clerici in Mailand. 1934 wurde er stellvertretender Geschäftsführer von Osram mit Zuständigkeit für den Verkauf im In- und Ausland, 1950 Vorstand der Geschäftsführung. Zum 1. Juli 1953 trat er in den Ruhestand.
Daneben war er Vorstandsmitglied des Deutschen Instituts für Wirtschaftsforschung und Aufsichtsratsmitglied der Berliner Disconto-Bank.

## Ehrungen
- 1953: Großes Verdienstkreuz der Bundesrepublik Deutschland